# Fanfarenzug Holsterhausen

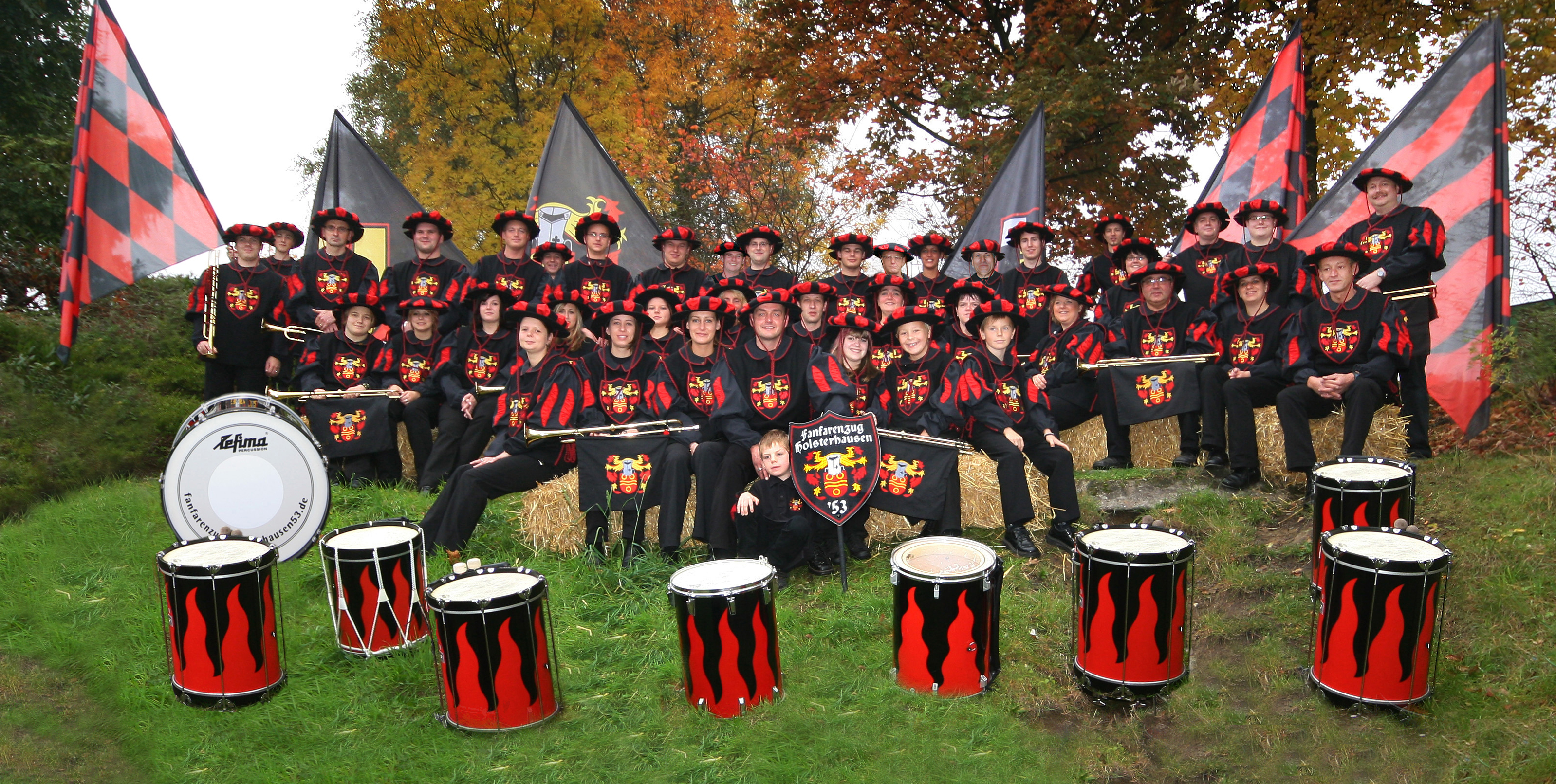
Der FZH53 im Jahr 2008

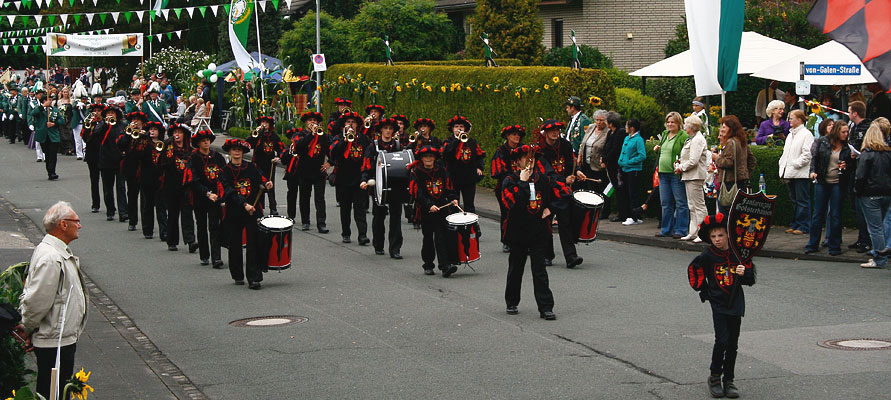
Der Fanfarenzug Holsterhausen ’53 beim Umzug in Hövelhof 2009

Der Fanfarenzug Holsterhausen 53 e. V. (kurz FZH53) ist ein Naturton-Fanfarenzug aus der nordrhein-westfälischen Lippestadt Dorsten. Er war Deutscher Meister des deutschen Bundesverbandes im Jahr 2010 sowie zeitgleich 2-facher Landesmeister 2009 und 2010 der beiden nordrhein - westfälischen Musikverbände in der Klasse „Naturton-traditionell“. Im Jahr 2011 wurde die Jugend des Fanfarenzuges NRW Landesmeister. Die Vereinsfarben sind schwarz/rot.

## Verein
Der Fanfarenzug wurde am 13. März 2005 gegründet. Die Idee, einen Fanfarenzug innerhalb des Allgemeinen Bürgerschützenvereins Holsterhausen ’53 e. V. auf die Beine zu stellen, hatte der damalige Hauptmann der 2. Kompanie Robert Husch senior. Den ersten öffentlichen Auftritt absolvierte der Musikzug im Rahmen des Schützenfestes in Holsterhausen am Pfingstsonntag 2005. Seitdem spielte man auf zahlreichen Veranstaltungen im In- und Ausland.
Im Januar 2008 beschloss man, als eingetragener Verein im Vereinsregister geführt zu werden. Wurden die ersten Auftritte noch in schwarzer Hose und weißem Hemd absolviert, präsentierte sich der Fanfarenzug zum ersten Mal im Oktober 2008 in der historischen Landsknechtstracht. Ein heraldisches Vollwappen des Dorstener Ortsteils „Holsterhausen“ ziert die Brust der Musiker. Im Sommer 2009 folgten TV-Auftritte für die Fernsehproduktion „Nur die Liebe zählt“. Neben Naturtrompeten und Landsknechtstrommeln (Tenortrommeln) werden auch Pauken, große Trommel sowie Fahnenschwenker eingesetzt.
Der Fanfarenzug Holsterhausen, ist wie andere medialbedeutsame Fanfarenzüge in der Interessengemeinschaft reiner Fanfarenzüge NRWs Die neue Zunft der Feldtrompeter und Heerpauker organisiert.
Die unter anderem durch den 1. Landsknecht Fanfarenkorps Haltern am See begründete IG, dient dem Erfahrungs- und Musikaustausch der Vereine. Hierzu werden halbjährlich im Wechsel Proben und öffentliche Konzerte mit den Mitgliedsvereinen abgehalten.

## Erfolge
Die musikalische Entwicklung, entstanden durch die Ausbildung vereinsangehöriger Musikdozenten des Landesverbandes, wurde durch Eigenkompositionen des musikalischen Leiters Tim Glaser weiter verstärkt. So beschloss man, bereits im Jahr 2007 am offenen Musikwettstreit um die „Gläserne Trompete der Stadt Marl“ teilzunehmen. Auf Anhieb konnte der FZH53 die Trophäe gewinnen. 2008 und 2009 konnte man diese Auszeichnung verteidigen und gewann als bisher einziger Musikzug die „Gläserne Trompete“ dreimal in Folge.
Im Herbst 2009 nahm der Fanfarenzug zum ersten Mal an der Landesmeisterschaft des Musikverbandes NRW teil, welche auch die Qualifikation zur im Mai 2010 stattfindenden Deutschen Meisterschaft des Bundesverbandes der Spielmanns-, Fanfaren-, Hörner- und Musikzüge war. Die Holsterhausener konnten sich den Landesmeistertitel in der Klasse „Naturton traditionell“ und damit die Qualifikation sichern. Am 18. April 2010 wurde der Fanfarenzug ebenfalls Landesmeister des zweiten nordrhein-westfälischen Musikverbandes (LandesMusikVerband NRW 1960). Die Holsterhausener sind damit der erste Fanfarenzug, der zeitgleich Titelträger beider Musikverbände ist. Im Mai 2010 wurde der Fanfarenzug bei der ersten Teilnahme Deutscher Meister des deutschen Bundesverbandes in der Klasse „Naturton traditionell“. Am 2. Oktober 2011 wurde der Jugendzug des Fanfarenzuges auf der Landesmeisterschaft in Marienheide NRW Landesmeister der Junioren in der Klasse „Naturton traditionell“.
| Datum              | Wettstreit                           | Ergebnis | Bewertung (Schulnoten) | Sonstiges                                                  |
| ------------------ | ------------------------------------ | -------- | ---------------------- | ---------------------------------------------------------- |
| 22. April 2007     | 19. Marler Musiktage                 | 2. Platz | 1,975                  | Gewinn der „Gläsernen Trompete“ für die Tageshöchstwertung |
| 20. April 2008     | 20. Marler Musiktage                 | 1. Platz | 1,775                  | Gewinn der „Gläsernen Trompete“ für die Tageshöchstwertung |
| 19. April 2009     | 21. Marler Musiktage                 | 1. Platz | 1,300                  | Gewinn der „Gläsernen Trompete“ für die Tageshöchstwertung |
| 27. September 2009 | Landesmeisterschaft des MV NRW       | 1. Platz | 1,150                  | NRW Landesmeister „Naturton traditionell“                  |
| 18. April 2010     | Landesmeisterschaft des LMV NRW e.V. | 1. Platz | 90,83 / 100            | NRW Landesmeister „Naturton traditionell“                  |
| 23. Mai 2010       | Deutsche Meisterschaften des DBV     | 1. Platz | 1,050                  | Deutscher Meister „Naturton traditionell“                  |
| 2. Oktober 2011    | Landesmeisterschaft des MV NRW       | 1. Platz | 1,133                  | NRW Landesmeister „Naturton traditionell Junioren“         |
| 27. Mai 2012       | Deutsche Meisterschaften des DBV     | 5. Platz | 1,333                  | Goldmedaille und „Meistercorps des DBV“                    |
| 20. Juli 2013      | 1. Sauerlandpokal                    | 4. Platz | n/a                    | n/a                                                        |
| 10. Mai 2015       | Franken-Goldpokal                    | 4. Platz | 85,83                  | n/a                                                        |